# Леандру Мессіаш душ Сантуш
Леандру Мессіаш душ Сантуш (порт. Leandro Messias dos Santos; 29 грудня 1983, Ріо-де-Жанейро, Бразилія) —  бразильський футболіст,  захисник «Гурника» (Ленчна).

## Біографія
Почав грати у футбол в Бразилії, виступав за клуби «Нова-Ігуасу» і «Сеара». Влітку 2008 року перейшов у болгарський «Чорноморець» з міста Бургас. Разом з командою грав у Кубку Інтертото, де провів 4 матчі. Взимку 2009 року покинув клуб і перейшов в бразильський клуб «Мескіта» з однойменного міста. Влітку 2009 року був на перегляді в німецькому «Рот-Вайсс» (Оберхаузен).
У вересні 2009 року перейшов в ужгородське «Закарпаття», підписавши контракт на 2 роки. У Прем'єр-лізі дебютував 4 жовтня 2009 року в матчі проти львівських «Карпат» (1:0). Леандро грав з перших хвилин, але на 83 хвилині він був замінений на Олександра Ситника.
У липні 2010 року переїхав до сімферопольської «Таврія», а наступного літа перейшов на правах оренди в луцьку «Волинь». Незабаром луцький клуб викупив контракт гравця.
12 вересня 2013 року на правах вільного агента підписав контракт з «Говерлою», в якій виступав до кінця року, після чого став вільним агентом. 
8 липня 2014 року бразилець підписав річний контракт з польською «Короною» (Кельце), де провів один сезон, після чого перейшов до «Гурника» (Ленчна).